# Doñinos de Salamanca (kommunhuvudort)
Doñinos de Salamanca är en kommunhuvudort i Spanien. Den ligger i provinsen Provincia de Salamanca och regionen Kastilien och Leon, i den centrala delen av landet, 180 km väster om huvudstaden Madrid. Doñinos de Salamanca ligger 830 meter över havet och antalet invånare är 835.
Terrängen runt Doñinos de Salamanca är platt. Runt Doñinos de Salamanca är det tätbefolkat, med 762 invånare per kvadratkilometer. Närmaste större samhälle är Salamanca, 6,7 km öster om Doñinos de Salamanca. Trakten runt Doñinos de Salamanca består till största delen av jordbruksmark.